# Mira de Aire

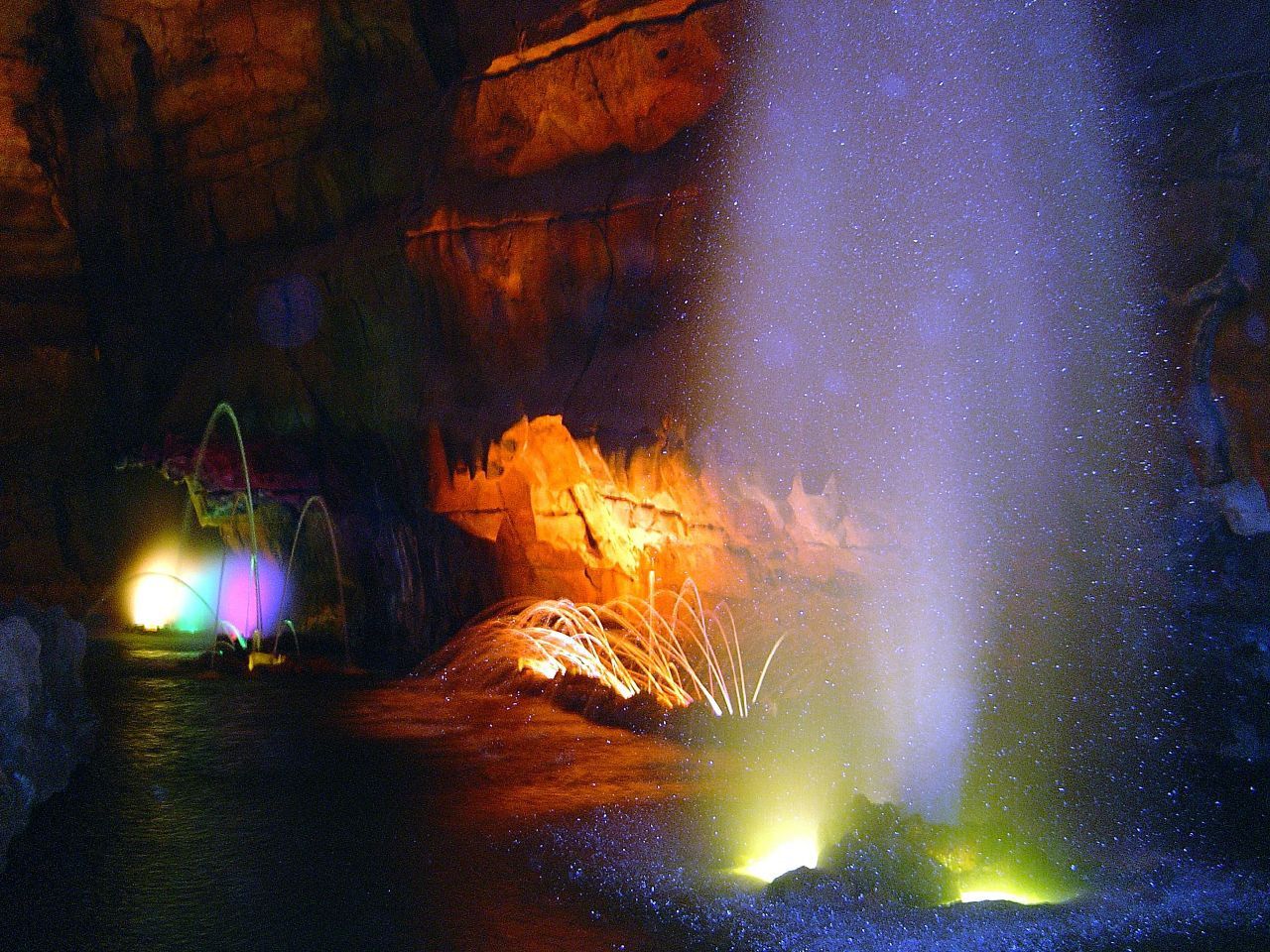
Cuevas de Mira de Aire.

Mira de Aire es una freguesia portuguesa situada en el municipio de Porto de Mós. Según el censo de 2021, tiene una población de 3482 habitantes.
En la localidad se encuentran las cuevas naturales más espectaculares y mejor conservadas de Portugal, las Cuevas de Mira de Aire.